# Flamfruktätare
Flamfruktätare (Pipreola chlorolepidota) är en fågel i familjen kotingor inom ordningen tättingar.

## Utbredning och systematik
Fågeln förekommer vid foten av Anderna från sydöstra Colombia till Ecuador och centrala Peru (Pasco). Den behandlas som monotypisk, det vill säga att den inte delas in i några underarter.

## Status
IUCN kategoriserar arten som livskraftig.